# زنبق النهار المتثني
زنبق النهار المتثني (الاسم العلمي:Hemerocallis plicata) هو نوع من النباتات يتبع جنس زنبق النهار من الفصيلة المصفورية [إخفاق التحقق].